# Ludwig Haberkorn (Politiker, 1810)
Johann Georg Ludwig Haberkorn (* 26. Februar 1810 in Windhausen; † 17. Dezember 1873 ebenda) war ein hessischer Förster, Politiker und Abgeordneter der 2. Kammer der Landstände des Großherzogtums Hessen.
Ludwig Haberkorn war der Sohn des Oberförsters Johann Georg Carl Haberkorn (1781–1833) und dessen Ehefrau Elisabeth, geborene Völ(t)zing. Haberkorn, der evangelischen Glaubens war,  heiratete Luise geborene Stahl.
Haberkorn schlug wie sein Vater eine forstwirtschaftliche Karriere ein. Er wurde Forstkandidat in Windhausen, 1839 Revierförster in Grünberg. Im gleichen Jahr kehrte er als Revierförster nach Windhausen zurück und wurde dort später Oberförster.
Von 1866 bis 1872 gehörte er der Zweiten Kammer der Landstände an. Er wurde für den Wahlbezirk Oberhessen 5/Homberg gewählt. In den Ständen vertrat er liberal-konservative Positionen.